# John Naisbitt

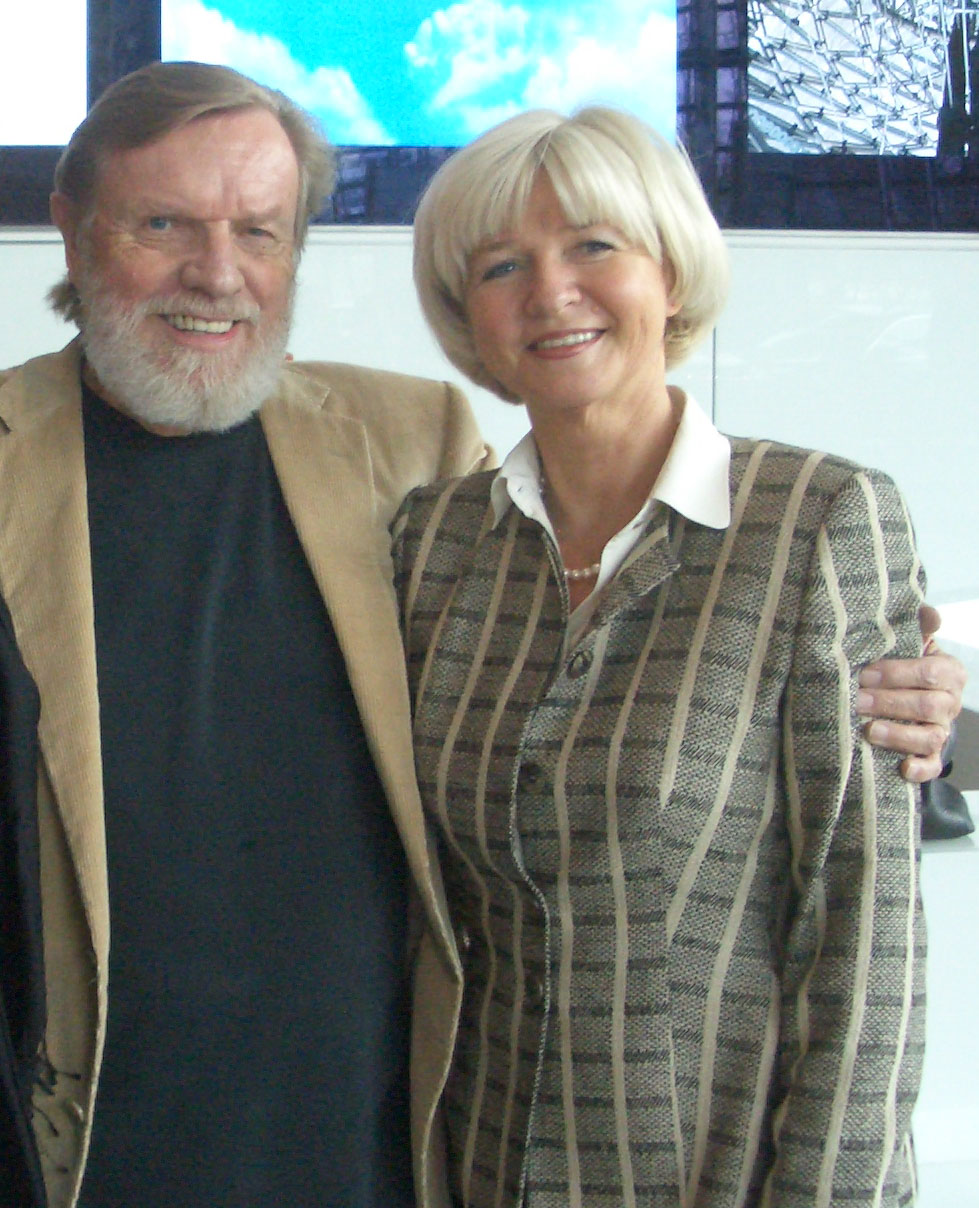
John und Doris Naisbitt, 2007

John Naisbitt (* 15. Januar 1929 in Salt Lake City, Utah, Vereinigte Staaten; † 8. April 2021 in Velden am Wörther See, Kärnten, Österreich) war ein US-amerikanischer Autor mit dem Themenschwerpunkt Trend- und Zukunftsforschung. Die bekannteste Publikation Naisbitts ist sein Erstlingswerk  Megatrends, das nach seinem Erscheinen im Jahr 1982 monatelang die Bestsellerlisten dominierte und von dem 14 Millionen Exemplare in 57 Ländern abgesetzt wurden. Darin prophezeite er eine Transition von der Industrie- zur Informationsgesellschaft und erläuterte die Globalisierung.

## Leben
Naisbitt wuchs in Glenwood im US-Bundesstaat Utah auf. Er studierte Politikwissenschaften in Harvard, an der Cornell University und der University of Utah. Später war Naisbitt stellvertretender Bildungsminister unter John F. Kennedy und Special Assistant für Lyndon B. Johnson. Außerdem war er als Unternehmer bei IBM und Eastman Kodak tätig. Ab 1982 stand er als Redner im Rampenlicht internationaler Veranstaltungen. Neben seiner Vortragstätigkeit in aller Welt galt der überwiegende Teil seines Wirkens einer Analyse der wirtschaftlichen Entwicklung der Volksrepublik China.
John Naisbitt war Chairman des Naisbitt China Institute in Tianjin, Professor an der Nankai-Universität und der Tianjin University of Finances and Economics sowie Vorstandsmitglied der Asia Business School Tianjin. Er war Gastprofessor in Harvard und an der Staatlichen Universität Moskau sowie  Fakultätsmitglied der Universität Nanjing in China. Er wurde als erster Nichtasiat als Distinguished International Fellow am Institute of Strategic and International Studies in Malaysia aufgenommen. Naisbitt war Berater von Spitzenpolitikern und Wirtschaftsbossen, unter anderem hielt er sich ein Jahr in Thailand als Berater der Königlich Thailändischen Regierung auf.
Die private Hochschule Univerzited Megatrend in Belgrad wurde 2015 nach ihm in John-Naisbitt-Universität umbenannt, nachdem es Kontroversen um die Universität gegeben hatte. 2017 wurde sie wieder in Univerzited Megatrend zurückbenannt.
John Naisbitt lebte zusammen mit seiner österreichischen Frau Doris, die er im Jahr 2000 geheiratet hatte, in Wien und Tianjin.

## Werke
- Megatrends: Ten New Directions Transforming Our Lives. Warner Books, Inc., 1982, ISBN 0-446-51251-6.
- mit Patricia Aburdene: Re-Inventing the Corporation: Transforming Your Job and Your Company for the New Information Society. Little Brown & Co, 1985, ISBN 0-446-51284-2.
- Megatrends 2000: Ten New Directions for the 1990s. Avon, 1990, ISBN 0-380-70437-4.
- Global Paradox – The Bigger the World Economy, the More Powerful Its Smallest Players. William Morrow & Company Inc., 1994, ISBN 0-380-72489-8.
- Megatrends Asia: Eight Asian Megatrends That Are Reshaping Our World. Simon & Schuster, 1997, ISBN 0-684-82706-9.
- mit  Nana Naisbitt, Douglas Philips: High Tech, High Touch – Technology and our Accelerated Search for Meaning. Broadway, 1999, ISBN 0-7679-0383-8.
- mit Doris Naisbitt: Mind Set! Wie wir die Zukunft entschlüsseln. Hanser Verlag, 2007, ISBN 978-3-446-41000-8 (englisch: Mind Set!: Reset your Thinking and See the Future. Übersetzt von Tatjana Halek).
- mit Doris Naisbitt: Chinas Megatrends: Die 8 Säulen einer neuen Gesellschaft. Hanser Verlag, 2009, ISBN 978-3-446-41959-9 (englisch: China's Megatrends – The 8 pillars of a new society.).

## Auszeichnungen
- Träger von 15 Ehrendoktoraten in Technik, Wissenschaft und Philosophie